# Сирійське християнство
Сирі́йське христия́нство (сир. ܡܫܝܚܝܘܬܐ ܣܘܪܝܝܬܐ / Mšiḥāyuṯā Suryāyṯā ; араб. مسيحية سريانية , masīḥīat surīānīa) є частиною східного християнства, чиї теологічні писання та традиційна літургія виражаються класичною сирійською мовою.   Поряд із грецькою та латинською мовами класична сирійська була однією з трьох найважливіших мов раннього християнства.
Сирійське християнство складається з двох літургійних традицій. Західний сирійський обряд, який має Божественну літургію святого Якова в якості анафори. Модифіковану (протестантську) версію цього обряду використовують Сирійська церква східної Маланкари Мар-Тома та більш реформатська Євангельська церква св. Томи Індії. Східно-сирійський обряд (також відомий як халдейский, ассирійський або перський обряд),, основна анафора є літургія Тадея і Марії.
В Індії корінні східні християни (християни Святого Томи) обох літургійних традицій (східної та західної) називаються «сирійськими» християнами. Традиційна східносирійська громада представлена Халдейською сирійською церквою Індії (частиною Ассирійської церкви Сходу). Традиційна західносирійська громада представлена якобітською Сирійською християнською церквою (частина Сирійської православної церкви) та Маланкарською православною сирійською церквою, обидві вони належать до Орієнтального православ'я. Малабарська незалежна сирійська церква — це незалежна східна православна церква, яка не є частиною Орієнтального православного причастя. Дві індійські церкви, Сиро-Малабарська Католицька Церква та Сиро-Маланкарська Католицька Церква є частиною Католицької церкви, тоді як Сирійська Церква Мар-Тома в Малабарі належить до Англіканського Причастя. Усі ці Церкви використовують сирійські обряди у східному чи західному варіантах.
Сирійська мова — різновид середньоарамейської мови, що у ранньому віці з'явився в Едесі, Верхня Месопотамія у першому столітті нашої ери. Вона тісно пов'язано з арамейською мовою Ісуса, діалектом Галілеї. Ці стосунки додали престижу християнам. Форма мови, що використовується в Едесі, переважала в християнських працях і була прийнята як стандартна форма, «зручний засіб для поширення християнства скрізь, де існував субстрат розмовної арамейської мови». Територія, на якій розмовляли сирійською або арамейською мовами, зона контакту та конфлікту між Римською імперією та Сасанідською імперією, простягалася від Антіохії на заході до Селевкиї-Ктезіфона, столиці Сасанії (в Іраці), на сході. і охоплювала цілу частину нинішньої Сирії, Ліван, Ізраїль / Палестина, Ірак та деякі частини Туреччини та Ірану.

## Історія

Сучасні близькосхідні сирійські християнські деномінації

Східно-сирійській (Церква Сходу) митрополичий престол в Азії з 9 по 13 століття, салатовим позначені монгольські племена які сповідували християнство

Християнство розпочалося на Близькому Сході, в Єрусалимі серед арамейськомовних євреїв. Незабаром воно поширилося на інші арамейськомовні семітські народи вздовж узбережжя Східного Середземномор'я, а також на внутрішні частини Римської імперії, а також на Парфянську та пізнішу Сасанідську імперії включаючи Месопотамію, де панували в різні часи і різною мірою цими імперіями.
Руїни церкви Дура-Європос, датовані першою половиною III століття, є конкретним свідченням присутності організованих християнських громад на арамейськомовній території, далеко від Єрусалиму та узбережжя Середземного моря, й існують традиції проповіді християнства в регіоні ще за часів апостолів .
Однак, «практично всі аспекти сирійського християнства до четвертого століття залишаються неясними, і лише тоді можна почувати себе на міцніших місцях».  Четверте століття ознаменовано багатьма працями сирійською мовою святого Єфрема Сирійця, демонстраціями трохи старшої Афрахати та анонімною аскетичною Книгою сходів . Ефрем жив у Римській імперії, недалеко від кордону із Сасанідською імперією, до якої належали два інших письменника.
Інші предмети ранньої літератури сирійського християнства є Diatessaron з Татіана, то Curetonian Євангелій і сирійський Синайський, то Peshitta Біблія і Вчення Addai .
Єпископи, які брали участь у Першому соборі в Нікеї (325), першому з Вселенських соборів, включали двадцять із Сирії та одного з Персії за межами Римської імперії. Дві ради, що відбулись у наступному столітті, розділили сирійське християнство на дві протилежні партії.

### Богословський контраст Схід-Захід

Західносирійські єпархії Сирійської православної церкви в середньовічний період

Сирійське християнство розділене щодо кількох богословських питань. У 431 р. Ефеський собор, який вважається третім вселенським собором, засудив Несторія та Несторіанство. Отже, це засудження було проігноровано Східно-сирійською Церквою Сходу, яка раніше була створена в Сасанійській імперії як окрема Церква на Соборі Селевкиї-Ктезіфон в 410 році, і яка на Синоді Дадішо в 424 році проголосила незалежність його глави, Католикоса, стосовно «західної» (Римської імперії) церковної влади. Навіть у своїй сучасній формі Ассирійської Церкви Сходу та Стародавньої Церкви Сходу вона вшановує Несторія як вчителя та святого.
У 451 р. Халкідонський собор, четвертий Вселенський собор, засудив монофізитизм. Цей собор був відхилений Орієнтальними православними церквами, однією з яких є Сирійська православна церква, яка використовує західно-сирійський обряд. Тоді Антіохійський патріархат був розділений між двома громадами, прохалкедонською та нехалкедонською. Халкедонців часто називали «мелкітами» (імперіалами), тоді як їхніх противників називали монофізитами (тими, хто вірить в одну, а не дві природи Христа) та якобітами (за Яковом Барадеєм).
Дві христологічні доктрини, які були таким чином засуджені, є полярними протилежностями. Західно-сирійська церква і східно-сирійська стверджували, що їх власна доктрина не є єретичною, і звинувачували іншу у дотриманні суперечливої доктрини.
Відчуження їх у п'ятому столітті все ще зберігається. У 1999 р. Коптська православна церква заблокувала допуск Ассирійської церкви Сходу до Близькосхідної ради церков, яка має серед своїх членів Халдейську католицьку церкву і вимагала вилучити зі своєї літургії згадування про Діодор, Теодор та Несторій, яких він шанує як «грецьких лікарів».
В VII столітті, виникли подальші розбіжності, що стосувалось монофелітства. Суперечка про монотелітизм призвела до створення давньої Маронітської церкви  яка продовжувала існувати як самобутня конфесія протягом усього Середньовіччя. Сучасна Маронітська католицька церква стверджує, що мароніти завжди залишались у спілкуванні з Католицькою церквою.

### Літургійний контраст Схід-Захід

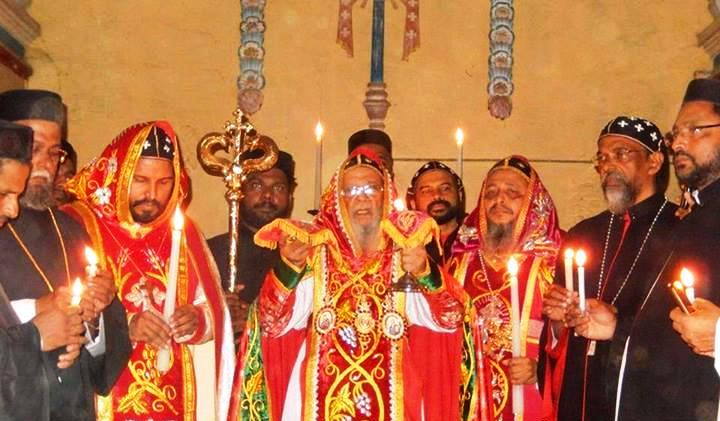
Свята Курбана Сирійської православної церкви відправлення Божественної літургії святого Якова

Літургії східних та західних сирійців досить різні. Східно-сирійський обряд відзначається особливо своєю євхаристійною Курбаною Аддаю та Марі, в якій Слова Інституції відсутні. Західносирійці використовують сиро-антіохійський або західно-сирійський обряд, який належить до сімейства літургій, відомих як Антіохійський обряд.
Сирійська православна церква додає до Трисагіона («Святий Боже, Святий Могутній, Святий Безсмертний, помилуй нас») фразу «хто був розп'ятий за нас». Церква Сходу трактувала це як єретичне. Церква Східного патріарха Тимофія I заявила: "У всіх країнах Вавилону, Персії, Ассирії та всіх країнах сходу сонця, тобто серед індіанців, китайців, тибетців, турків і всіх провінцій під юрисдикцією цього Патріаршого Престолу не використовується «Розп'ятий за нас».
Серед християн Святого Томи в Індії спочатку використовувався східно-сирійський обряд, але ті, хто в XVII столітті прийняв союз із Сирійською православною церквою, прийняли обряд цієї церкви.

### Подальші поділи

Сучасні відділи християн святого Томи (також відомих як сирійські християни)

Розкол 1552 р. у Східній Церкві породив окремий патріархат, який спочатку вступив в союз з католицькою церквою, але згодом сформував ядро сучасної Ассирійської церкви Сходу та Стародавньої Церкви Сходу, тоді як наприкінці 18 століття більшість послідовників попереднього патріархату обрали унію з Римом і разом з деякими іншими утворюють халдейську католицьку церкву .
В Індії всіх християн Святого Томи досі колективно називають «сирійськими християнами». Більшість християн Святого Томи, які спочатку залежали від Східної Церкви, підтримували союз з Римом, незважаючи на незручності, які відчували при латинізації їх португальські правителі та духовенство, проти чого вони протестували. Зараз вони утворюють Сиро-Малабарську католицьку церкву . Невелика група, яка відокремилася від них на початку 19 століття, об'єдналася на початку 20 століття під назвою Халдейська сирійська церква з Ассирійською церквою Сходу.
Ті, хто в 1653 р. Порвали з католицькою церквою, де домінували португальці в Індії, і незабаром обрали союз із Сирійською православною церквою, згодом розділилися на різні групи. Перше відокремлення відбулося в Малабарській незалежній сирійській церкві в 1772 р. В кінці XIX століття і в ХХ столітті виник розкол між тими, хто залишився об'єднаним із Сирійською православною церквою, які наполягали на повній автокефалії і тепер називаються Маланкарською православною сирійською церквою, а також Якобітською сирійською християнською церквою, які залишаються вірними патріарху.
Рух возз'єднання призвів у 1930 році до встановлення повного спілкування між деякими сирійськими православними Маланкарою та католицькою церквою. Зараз вони утворюють Сиро-Маланкарську католицьку церкву .
На Близькому Сході новопризначений патріарх Сирійської православної церкви Ігнатій Михайло III Ярве оголосив себе католиком і, отримавши підтвердження з Риму в 1783 році, став главою Сирійської католицької церкви .
У 19-20 століттях багато сирійських християн, як Схід, так і Захід, виїхали з Близького Сходу в інші країни, створивши значну діаспору.

## Умови для сирійських християн

Святкування в сирійському православному монастирі в Мосулі, Османська Сирія (нині Ірак), початок 20 століття

Корінні арамейські спікери Месопотамії (сир. ܣܘܪܝܝܐ , араб. سُريان)  прийняли християнство дуже рано, можливо, вже з першого століття, і почали відмовлятися від своєї тритисячолітньої традиційної древньої месопотамської релігії, хоча ця релігія повністю не вимерла до кінця X століття.  Королівство Осроена з містом Едеса було поглинуто Римською імперією в 114 році як напівавтономна васальна держава, а потім, після періоду під владою Парфянської імперії, було включено як просту римську провінцію в 214.
У 431 р . Ефеський собор оголосив несторіанство єрессю. Несторіанці, переслідувані у Візантійській імперії, шукали притулку в частинах Месопотамії, що входили до Сасанідської імперії . Це спонукало прийняти несторіанську доктрину Перською церквою Сходу, яка поширила християнство за межами Персії, до Індії, Китаю, Тибету та Монголії, розширивши ареал цієї східної гілки сирійського християнства. Західна гілка, якобітська церква, з'явилася після засудження Халкідонського собору монофізитства в 451 р.

## Церкви сирійських традицій
- Західно-сирійський обряд
  - Східні православні
    - Сирійська православна церква (неалкедонська східна православна церква Антіохії та всього Сходу)
    - Якобітська сирійська християнська церква (нехалкедонська Східна православна церква Індії в складі Сирійського православного патріархату)
    - Маланкарська православна сирійська церква (Сирійська церква, що базується в штаті Керала) (автокефальна; нехалкедонська східна православна церква Індії) з її частиною православна церква Брахмавар (Гоан)
    - Малабарська незалежна сирійська церква (церква Тожіюр), незалежна східна православна церква, що базується в штаті Керала, Індія

  - Східно-католицькі церкви із західно-сирійським обрядом
    - Сирійська католицька церква
    - Маронітська католицька церква
    - Сиро-Маланкарська католицька церква (Сирійсько-католицька церква із штатом Керала, Індія)

  - Сирійська церква Мар-Тома в Малабарі, пов'язана в повному спілкуванні з англіканською спільнотою
  - Євангельська церква св. Томи в Індії, теологія євангельського стилю
- Східно-сирійський обряд та неефеська традиція
  - Церква Сходу, заснована в Сасанідській імперії, стала називатися Несторіанською церквою, колись широко поширеною по всій Азії
    - Ассирійська Церква Сходу, традиціоналістське продовження Церкви Сходу, яка прийняла таку назву в 1976 році
      - Халдейська сирійська церква — архієпископство в Індії Ассирійської церкви Сходу

    - Стародавня Церква Сходу, відокремлена від Ассирійської Церкви Сходу в 1960-х

  - Церкви східно-сирійського обряду в рамках католицької церкви
    - Халдейська католицька церква, східно-католицька церква, яка виникла із Східної церкви після розколів у 1552, 1667/1668 і 1779 рр.
    - Сиро (сирійська) Малабарська католицька церква (Сирійсько-католицька церква із штатом Керала)

Східно-сирійські християни були залучені до місії в Індію, і багато нинішніх Церков в Індії спілкуються або зі східними, або із західно-сирійськими церквами. Ці індійські християни відомі як християни Святого Томи .
У наш час, крім реформатських східних конфесій, таких як сирійська церква Мар-Тома в Малабарі та індійська євангельська церква св. Томи, що походять від церков західно-сирійського обряду, різні євангельські конфесії продовжують направляти представників серед сирійських християн. В результаті було створено кілька євангельських груп, зокрема Ассирійську церкву п'ятидесятників (переважно в Америці, Ірані та Іраці) від східносирійських християн та Арамейську вільну церкву (переважно в Німеччині, Швеції, Америці та Сирії) із західносирійських християн. Через свою нову (протестантську) теологію вони іноді не класифікуються як традиційні Церкви сирійського християнства.